# Мартынцы (Лебединский район)
Мартынцы (укр. Мартинці) — село,
Павленковский сельский совет,
Сумский район,
Сумская область,
Украина.
Население по переписи 2001 года составляло 26 человек.

## Географическое положение
Село Мартынцы находится на правом берегу реки Грунь,
выше по течению примыкает село Дегтяри,
ниже по течению на расстоянии в 1,5 км расположено село Павленково.
На реке сделана запруда.

## История
12 июня 2020 года, согласно распоряжению Кабинета Министров Украины № 723-р «Об определении административных центров и утверждении территорий территориальных общин Сумской области», село вошло в состав Лебединской городской общины.
19 июля 2020 года, после ликвидации Лебединского района, село вошло в состав Сумского района.